# Liste der Monuments historiques in Marquette-lez-Lille
Die Liste der Monuments historiques in Marquette-lez-Lille führt die Monuments historiques in der französischen Gemeinde Marquette-lez-Lille auf.

## Liste der Bauwerke
| Bezeichnung                                         | Beschreibung       | Standort                                               | Kennzeichnung | Schutzstatus | Datum | Bild           |
| --------------------------------------------------- | ------------------ | ------------------------------------------------------ | ------------- | ------------ | ----- | -------------- |
| Nebengebäude der ehemaligen Zisterzienserinnenabtei |                    | (Lage)                                                 | PA59000113    | Inscrit      | 2005  |                |
| Grands Moulins de Paris                             | Mühle, erbaut 1921 | Saint-Venant Avenue des Grands-Moulins-de-Paris (Lage) | PA59000071    | Inscrit      | 2001  | weitere Bilder |
| Mühle Despretz (zerstört)                           |                    | (Lage)                                                 | PA00107743    | Inscrit      | 1984  |                |